# Protursus
Genre
Protursus est un genre monotypique fossile de mammifères de la famille des Ailuridés et de la sous-famille des Simocyoninae.

## Liste d'espèces
Selon Paleobiology Database (8 mai 2019) :
- Protursus simpsoni